# Квернхайм
Квернхайм (нем. Quernheim) — община в Германии, в земле Нижняя Саксония.
Входит в состав района Дипхольц. Подчиняется управлению Альтес Амт Лемфёрде. Население составляет 443 человека (на 31 декабря 2010 года). Занимает площадь 6,25 км².
| Год  | Население |
| ---- | --------- |
| 1990 | 390       |
| 1995 | 419       |
| 2000 | 475       |
| 2005 | 458       |
| 2010 | 433       |